# Сал (растение)
Сал, или шорея исполинская (лат. Shorea robusta) — вид деревьев семейства Диптерокарповые (Dipterocarpaceae).

## Распространение
Сал произрастает в Южной Азии, к югу от Гималаев; с восточной стороны от Мьянмы до Непала, Индии и Бангладеш. В Непале он растет в основном в Тераи, в субтропической климатической зоне. Густые леса огромных саловых деревьев произрастают во многих заповедных зонах, таких как национальный парк Читван, национальный парк Бардия (англ. Bardiya National Park) и других. В Индии саловые леса распространены от Ассама, Бенгала, Ориссы и Джаркханда на западе до хребта Сивалик к востоку от Джамны.

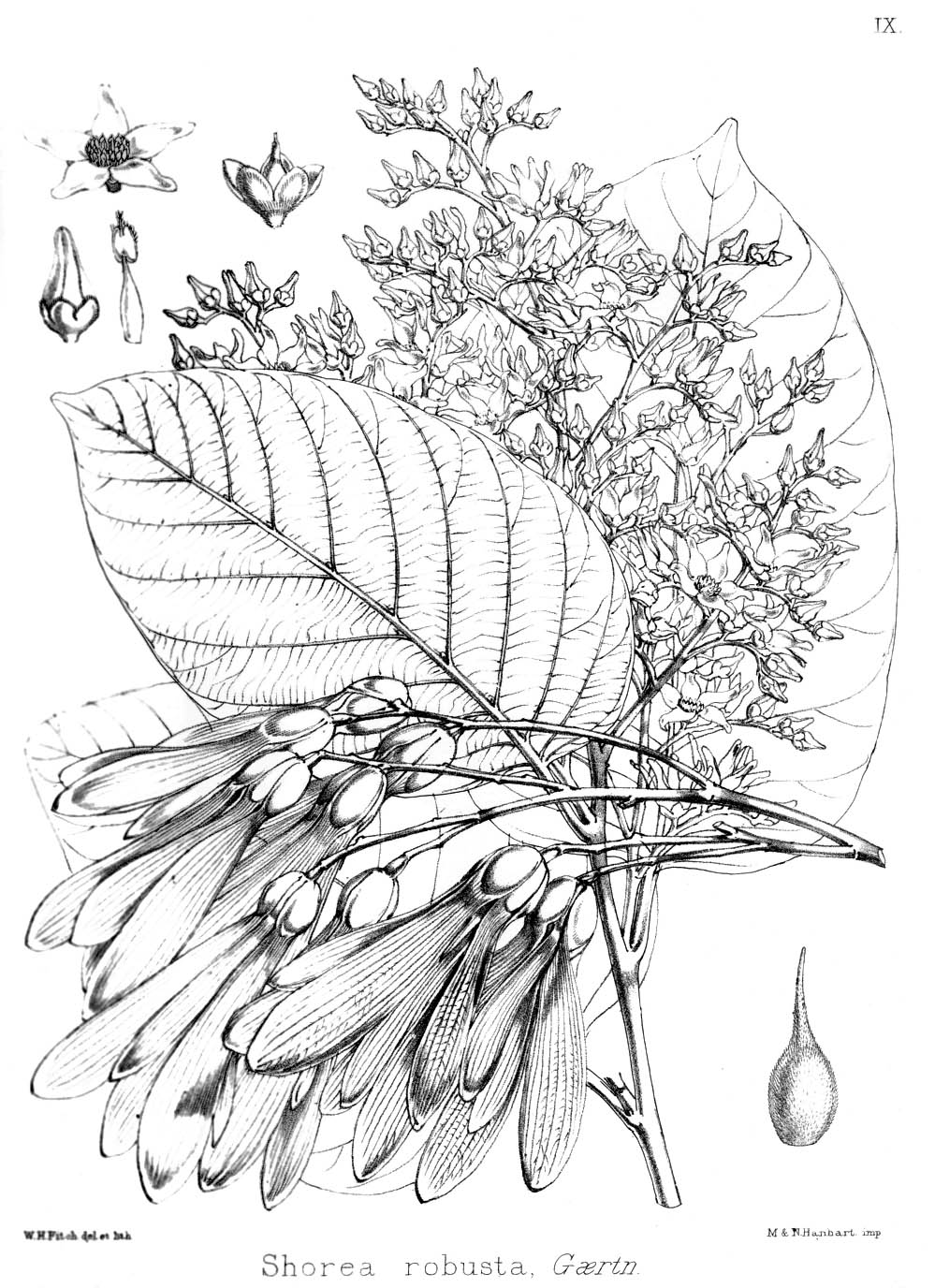
Ботаническая иллюстрация из книги «Illustrations of the Forest Flora of North-West and Central India», 1874.

## Ботаническое описание
Растение может достигать 30—35 м в высоту и 2—2,5 м в диаметре.
В районах с влажным климатом сал является вечнозелёным, а в засушливых — теряет большую часть листьев в период с февраля по апрель.

## Религиозное значение
В индуистских традициях сал считается излюбленным деревом Вишну.
В древних индийских источниках сал часто путают с деревом Ашока. В буддийских традициях утверждается, что Будда Гаутама был рождён под саловым деревом или под деревом ашока.

## Использование
В Индии сал является одним из основных источников древесины лиственных деревьев. У него твердая, крупнозернистая древесина, светлая на свежих срезах, впоследствии становится светло-коричневой. Она прочная и смолистая, используется в строительстве, но не подходит для резьбы и полировки.
В долине Катманду в Непале, где находится много храмов, выполненных в стиле традиционной непальской архитектуры, большинство храмов сделаны из кирпича и сала.
Смола сала применяется как вяжущее средство в аюрведической медицине. Также сал воскуривают, подобно ладану, в различных индуистских церемониях, а его семена и плоды являются источником масла и растительных жиров.